# Iglesia de Val-de-Grâce
La iglesia del Val-de-Grâce (en francés: Église du Val-de-Grâce, iglesia del Valle de Gracia) es una iglesia del clasicismo barroco francés, inicialmente destinada a ser la iglesia de la abadía real del Val-de-Grâce. Está situada en el V Distrito de París. La antigua abadía acoge actualmente el museo del Service de santé des armées (servicio de salud de los ejércitos), la biblioteca central del Service de santé des armées, y la École du Val-de-Grâce, antigua École d'Application du Service de Santé des Armées. El conjunto militar compone el hôpital d'instruction des armées du Val-de-Grâce, que ocupa el antiguo huerto de la abadía.

## Historia
Su fundadora, la reina Ana, fue educada según los principios estrictos de la Contrarreforma. Una vez reina, sigue la costumbre de visitar los monasterios de monjas de París y sus alrededores. En la priorato de Val-de-Grâce de Bièvres, destaca la figura de la benedictina Margarita de Vény d'Arbouze. La reina concede a  la comunidad una nueva abadía en París, abadía fundada en 1621 y confiada a la monja confidente de la reina. La primera piedra es puesta el 3 de julio de 1624, en un terreno dado por la corona (el antiguo hôtel du Petit-Bourbon). La construcción avanzó lentamente de 1624 a 1643. Esta primera comunidad se caracteriza por la austeridad de su regla y la austeridad de los edificios que la acogen.
El conjunto se mantiene inacabado como consecuencia de la desgracia que sufre la reina con el rey en 1636-1637. De hecho, después de su falso embarazo de 1622, Ana de Austria es poco a poco abandonada por el rey. Este hecho hace seguir en particular sus visitas por Richelieu. La reina es entonces constantemente espiada y políticamente atacada por su esterilidad (situación empeorada con sus relaciones irregulares con Luis XIII). Ella prefiere retirarse al Val-de-Grâce (monasterio con una devoción particular por la natividad) donde ella mantiene relaciones epistolares con sus amigas perseguidas por el rey. Cuando su marido real la arresta, se le prohíbe frecuentar el Val-de-Grâce, conocido como el incidente Val-de-Grâce. Sin embargo, unos meses más tarde, Ana de Austria se queda embarazada y da por fin a luz al heredero el 5 de septiembre de 1638, el delfín Luis-Dieudonné, futuro Luis XIV.

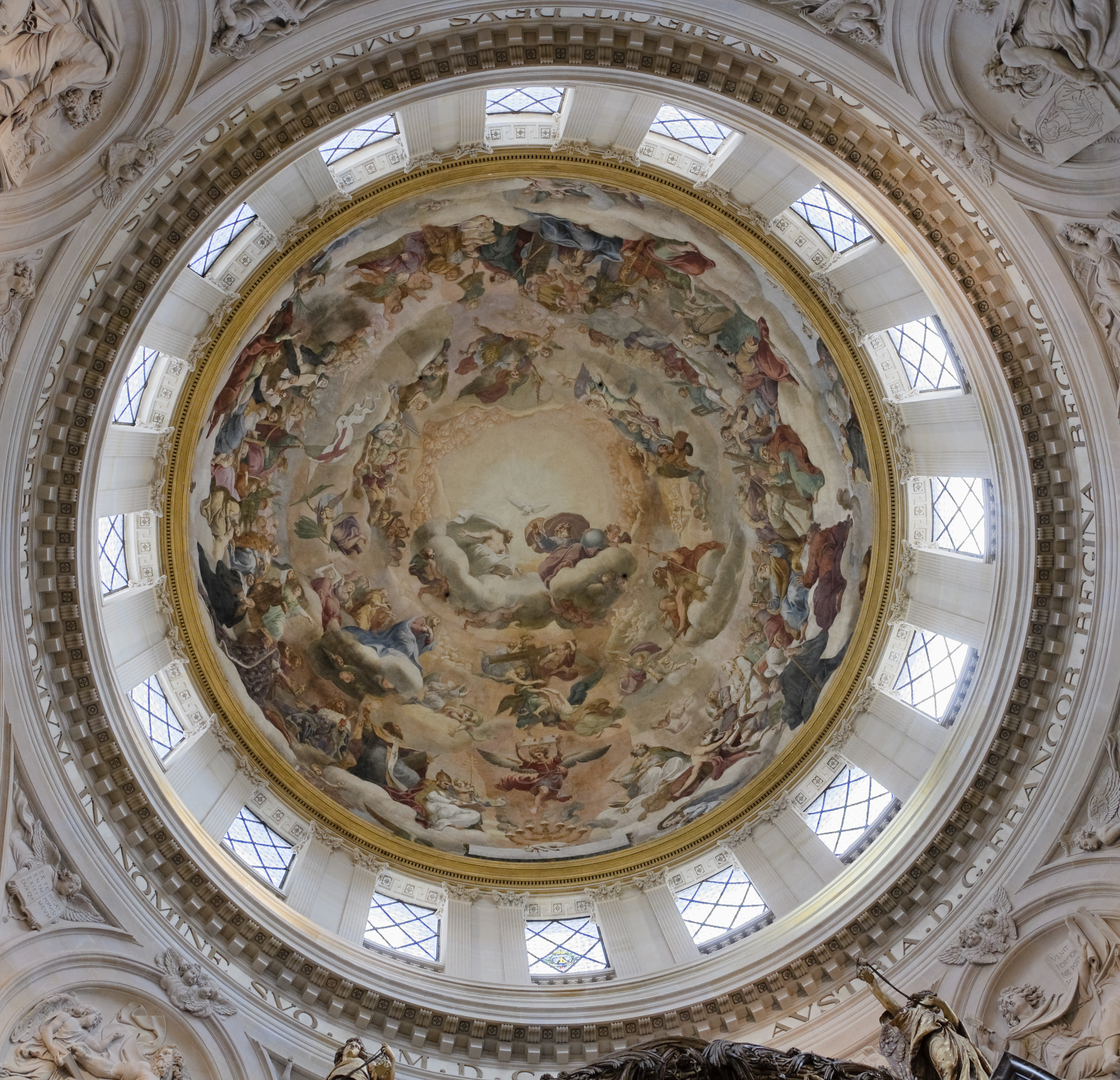
La Gloria de los Bienaventurados, fresco de la cúpula, obra de Pierre Mignard.

Dos hechos fúnebres basculan el destino de la reina y de su fundación. El 4 de diciembre de 1642, el cardenal Richelieu muere y el cardenal Mazarino entra unos días más tarde al Consejo. El 14 de mayo de 1643, el rey Luis XIII muere y Mazarino se convierte en el «ministro principal». El delfín solo tiene 5 años y Ana de Austria se convierte con 42 años en reina regente, con la colaboración directa del cardenal-ministro Mazarino.
La reina puede entonces cumplir su promesa de levantar un «templo magnífico» si Dios le daba un hijo, «de reconstruir completamente la iglesia y el monasterio del Val-de-Grâce y de no ahorrar ningún gasto para dejar la huella eterna de su piedad». La realización de esta promesa suponía tres condiciones: un emplazamiento, una congregación y una financiación.
Por tanto, compra un casa particular y añade unos años más tarde los edificios complementarios. En 1645, Ana de Austria, viuda del rey Luis XIII, pide a François Mansart añadir una iglesia y un palacio al convento del Val-de-Grâce donde ella se alojaba frecuentemente. Pero Mansart es excluido de los planes un año después del inicio de los trabajos, y solo la iglesia es construida según sus planes. La razón de su exclusión es sin duda el elevado coste de los trabajos, principalmente el relleno de las galerías subterráneas, y la incapacidad de Mansart de centrarse en un único proyecto. La iglesia es terminada en 1667, gracias a una serie de constructores: François Mansart, Jacques Lemercier, Pierre Le Muet y finalmente Gabriel Leduc).
Durante la Revolución francesa los símbolos de la realeza son borrados. La Convención nacional, por decreto del 31 de julio de 1793, convierte el conjunto monumental en un hospital militar y, posteriormente, en hospital de instrucción.

## Descripción de la iglesia

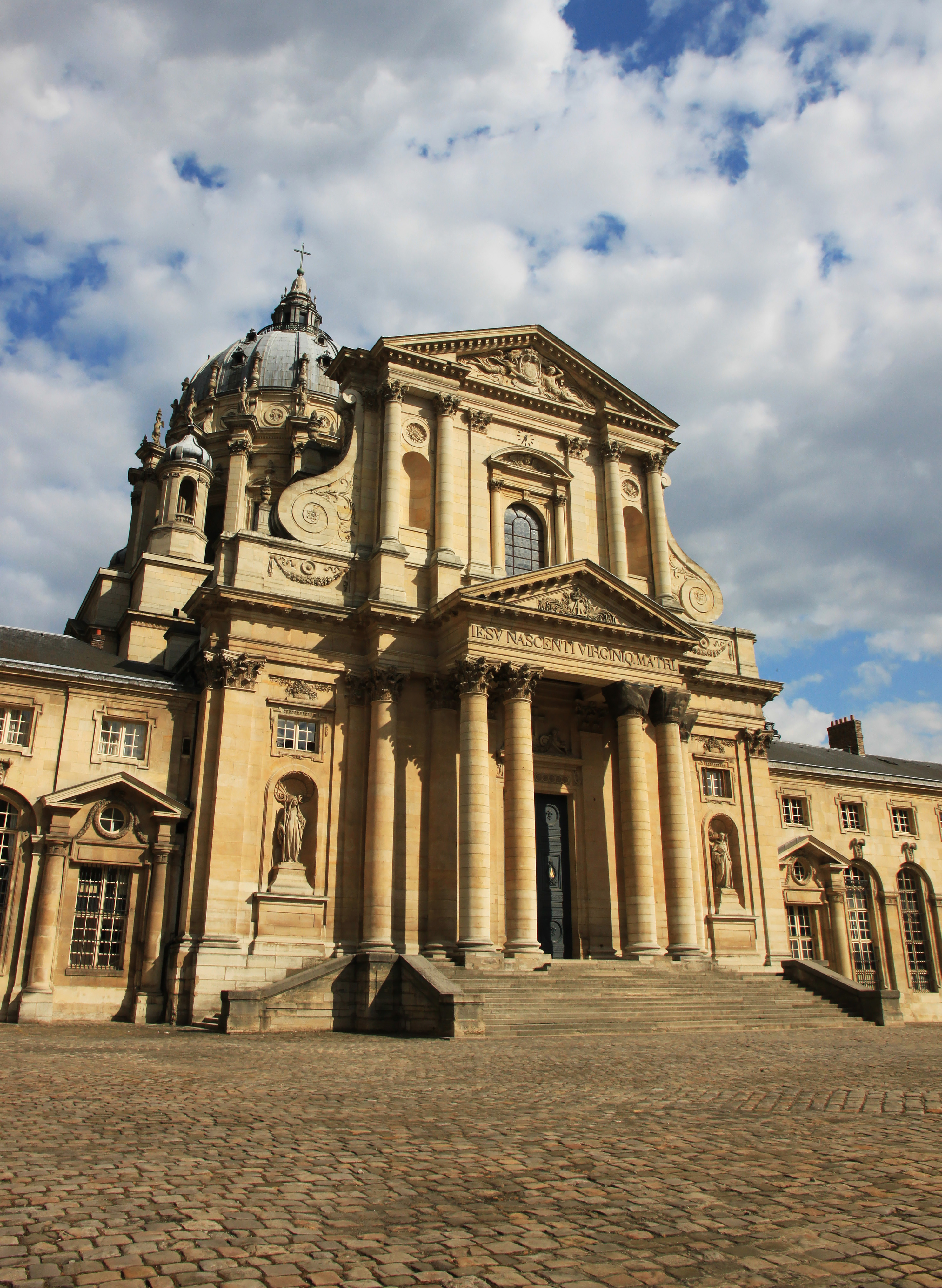
Vista de la fachada

El proyecto del conjunto comprendía la realización de un convento y un palacio, unidos por la iglesia; pero tal propuesta, claramente influida por El Escorial y el templo de Salomón, nunca llegaría a materializarse. Por su carácter marcadamente independiente, Mansart rechazó cualquier sugerencia externa, aunque procediera de tan real promotor, razón por la cual fue sustituido por Lemercier al cabo de un año de iniciadas las obras. A Mansart se deben el plano, la construcción hasta el nivel del entablamento de la nave y el cuerpo inferior de la fachada. Lemercier terminó la obra añadiendo el cuerpo superior de la fachada, deudor de modelos romanos, y la cúpula, sobre alto tambor, cuya verticalidad es acentuada por las estatuas y candeleros que flanquean la base.
La iglesia es de planta de cruz latina rematada con gran cúpula sobre el crucero. La idea original de François Mansart preveía torres flanqueando la nave y un portal de acceso de un piso, que evocaba más la estructura de un castillo que la fachada de una iglesia. La fachada es de dos pisos, con su doble nivel de columnas gemelas que soportan entablamento y frontón triangular y dos grandes volutass, que recuerda alzados de iglesias barrocas del siglo XVII. El interior de la cúpula está decorado con un fresco de Pierre Mignard, « La Gloire des Bienheureux » (La Gloria de los Bienaventurados) (1663). Sobre el altar mayor hay un baldaquino a semejanza del existente en la Basílica de San Pedro de Roma.

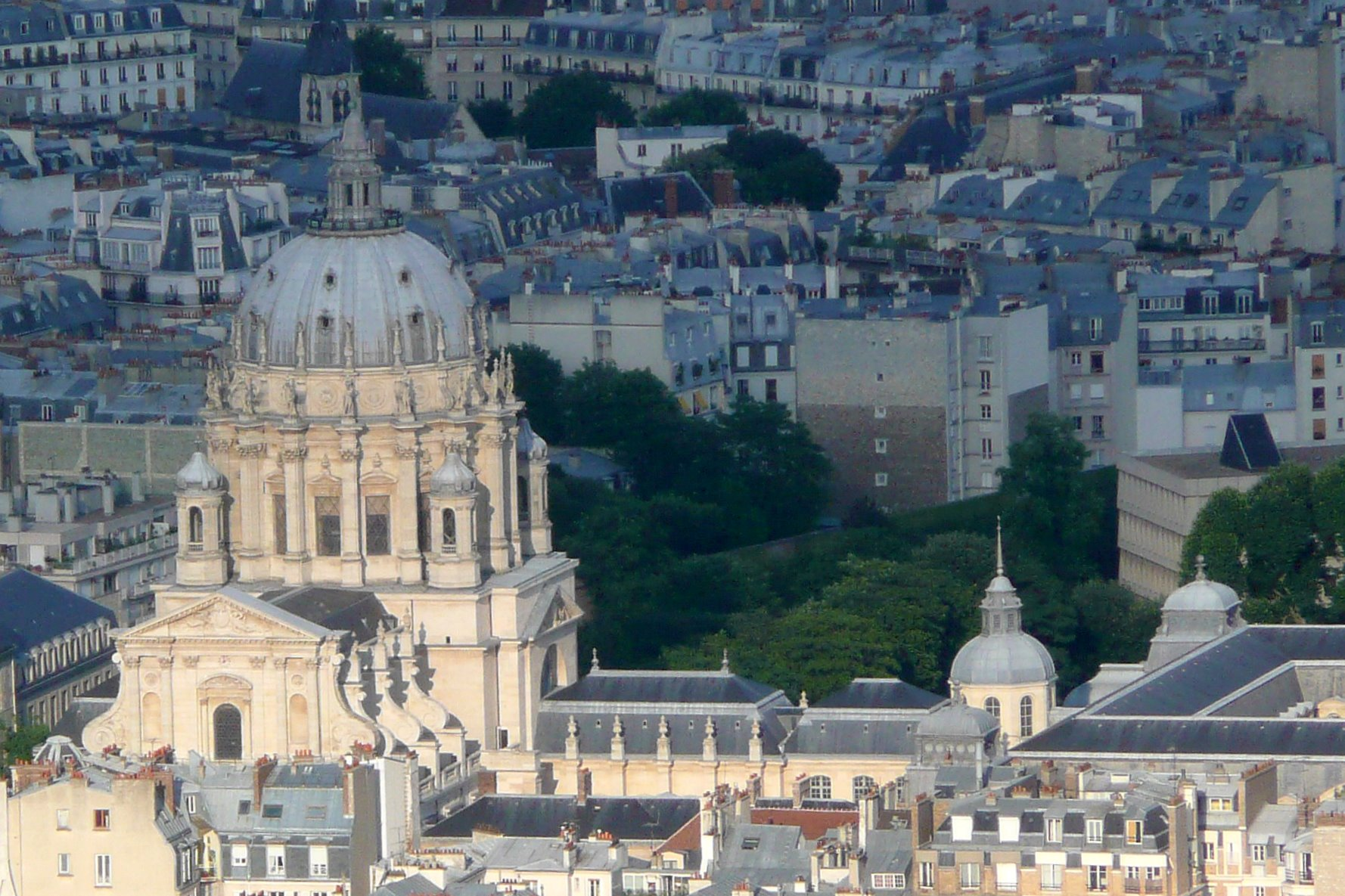
La cúpula de la iglesia vista desde el tejado de la torre Montparnasse.

La Iglesia es una ofrenda de la reina Ana de Austria a la Virgen María en agradecimiento por el nacimiento de su hijo Luis XIV, y así figura en friso del porche: «IESU NASCENTI VIRGINIQ(UE) MATRI». Puede interpretarse como «(esta iglesia esta dedicada) a Jesús nacido y a su Madre la Virgen».
La abadía, construcción religiosa del siglo XVII, es abandonada durante la Revolución francesa pasando a ser un hospital militar en 1796. En el siglo XX se construyó un nuevo hospital que ocupa el antiguo huerto. El proyecto global derivó hacia un centro hospitalario militar. La abadía está ocupada actualmente por el museo del service de santé des armées (servicio de sanidad de los ejércitos), la biblioteca central del service de santé, la école du Val-de-Grâce y además de alojamientos para el personal del hospital. La iglesia está abierta al público a las mismas horas que el museo, durante los oficios y para conciertos de música clásica.